# Marcello Airoldi
Marcello Airoldi (Barueri, 18 de setembro de 1970) é um ator, autor e diretor brasileiro.

## Biografia e carreira
Marcello interessou-se por artes-cênicas aos 15 anos, quando tentou matricular-se em um curso de teatro, entretanto, seu salário como office boy não era o suficiente para pagar as aulas. Um ano depois, quando foi promovido a escriturário, pode ingressar no curso. Aos 19 anos ele já dava aula de teatro em sua cidade natal, Barueri. Formou-se na Escola de Artes Dramáticas da USP, entretanto trancou a faculdade por um tempo para fazer um curso de teatro em Londres, voltou e retomou as aulas no último ano, foi quando conheceu sua esposa Lilian de Lima, com quem foi casado por 12 anos. Marcello passou duas décadas dedicando-se apenas ao teatro.
Marcello fundou o núcleo de pesquisas Teatro de Perto, com o qual apresenta e dirige inúmeros espetáculos trabalhando como ator, autor e diretor. Entre 1997 e 2006, dirigiu o Departamento de Cultura da cidade de Barueri, onde organizou projetos culturais de literatura nacional e estrangeira. Desde 1990 dá aulas de teatro e também coordena a Companhia de Teatro Vizinho Legal, dirigindo adolescentes que participam de um programa social.
No cinema, atuou no filme Linha de Passe, de Walter Salles, e Condomínio Jaqueline, de Roberto Moreira.
Em 2006 participou da novela Belíssima e em 2010 interpretou Adoniran Barbosa dos 24 aos 40 anos no especial Por Toda a Minha Vida, além de fazer a performance da música "Dona Boa" neste mesmo programa. 
Logo em seguida, surgiu a oportunidade de um teste para uma novela em horário nobre, Marcello foi aprovado para interpretar o mulherengo Gustavo em Viver a Vida.
Em 2011 interpretou o viúvo Jurandir no seriado Divã.
Em 2011, interpretou Cícero em A Vida da Gente e em 2012 viveu o policial Barros em Salve Jorge.
Em 2017, interpretou o delegado Louzada em Sol Nascente.  

## Filmografia

### Televisão
| Ano     | Título                       | Papel                                     | Notas                         |
| ------- | ---------------------------- | ----------------------------------------- | ----------------------------- |
| 2005    | Belíssima                    | Cláudio                                   | Participação Especial         |
| 2009    | Viver a Vida                 | Gustavo Rocha                             |                               |
| 2009    | Som & Fúria                  | Perito Ângelo                             |                               |
| 2010    | Por Toda a Minha Vida        | Adoniran Barbosa                          | Episódio: Adoniran Barbosa    |
| 2011    | Divã                         | Jurandir Peçanha                          | Participação Especial         |
| 2011    | A Vida da Gente              | Cícero Moraes                             |                               |
| 2012    | Tapas & Beijos               | Cenoura                                   | Episódio: "Cenourinha Brasil" |
| 2012    | Salve Jorge                  | Barros (Inspetor Humberto Barros)         |                               |
| 2014    | Geração Brasil               | Elias Avelar                              |                               |
| 2015    | Vizinhos                     | Mário                                     |                               |
| 2015    | Malhação: Seu Lugar no Mundo | Miguel Alcântara                          |                               |
| 2015-19 | Psi                          | Padre Miguel                              | Temporadas 2–4                |
| 2016    | A Cara do Pai                | Aloísio Cavalcante                        | Episódio: "Partiu Reveillon"  |
| 2017    | Sol Nascente                 | Paulo Henrique Louzada (Delegado Louzada) |                               |
| 2017    | A Força do Querer            | Leandro                                   | Participação Especial         |
| 2018    | Deus Salve o Rei             | Romero                                    |                               |
| 2020    | Onisciente                   | Ricardo Costa                             |                               |
| 2021    | Bake Off Celebridades        | Participante (3.º Lugar)                  |                               |
| 2021    | Gênesis                      | Omar                                      | Fase: Jornada de Abraão       |
| 2022    | Poliana Moça                 | Davi Rogatto                              |                               |
| 2023    | Sala dos Professores         | Alfredo Whitaker                          |                               |
| 2025    | O Século do Globo            | Evandro Carlos de Andrade                 |                               |

### Cinema
| Ano  | Filme                              | Personagem           | Notas         |
| ---- | ---------------------------------- | -------------------- | ------------- |
| 2008 | Linha de Passe                     | (Indisponível)       |               |
| 2009 | Condomínio Jaqueline               | (Indisponível)       | [ 5 ]         |
| 2009 | Quanto Dura o Amor?                | Diretor do comercial |               |
| 2011 | Onde Está a Felicidade?            | Zeca                 | [ 14 ] [ 15 ] |
| 2013 | Amor em Sampa                      | Ravid                | [ 16 ]        |
| 2013 | Flores Raras                       | Carlos Lacerda       |               |
| 2014 | Do Lado de Fora                    | Vicente              |               |
| 2014 | S.O.S. Mulheres ao Mar             | Eduardo              | [ 17 ]        |
| 2015 | Meu Amigo Hindu                    | Doutor #41           |               |
| 2015 | Pequeno Dicionário Amoroso 2       | Alex                 |               |
| 2015 | Confira o regulamento do concurso! |                      |               |
| 2016 | De Onde eu te Vejo                 | Marcelo              | [ 18 ]        |
| 2016 | Amor em Sampa                      | Ravid                |               |
| 2017 | Eu Fico Loko                       | Wanderley de Caldas  |               |
| 2018 | Nada a Perder                      | Henrique             | [ 19 ]        |

## Teatro
| Período   | Peça              | Personagem     | Notas                                            | Ref    |
| --------- | ----------------- | -------------- | ------------------------------------------------ | ------ |
| 2010      | Os Penetras       | (Indisponível) | Autor: Mike Leigh. Diretor: Mauro Baptista Védia | [ 20 ] |
| 2010-2011 | Um Segundo e Meio | (Indisponível) | Direção: Antonio Januzelli                       | [ 21 ] |
| 2011      | Café com Torradas | (Indisponível) | Monólogo. Autor: Gero Camilo                     | [ 20 ] |
| 2022      | Misery            | Paul Sheldon   |                                                  |        |

## Prêmios e indicações
| Ano  | Prêmio                                                   | Categoria                        | Trabalho Indicado                | Resultado |
| ---- | -------------------------------------------------------- | -------------------------------- | -------------------------------- | --------- |
| 2010 | Prêmio Contigo! de TV                                    | Ator Revelação                   | Viver a Vida                     | Indicado  |
| 2010 | Prêmio Quem de Televisão                                 | Melhor Ator Coadjuvante          | Viver a Vida                     | Venceu    |
| 2010 | Prêmio Extra de Televisão                                | Melhor Ator Coadjuvante          | Viver a Vida                     | Indicado  |
| 2010 | Prêmio Arte Qualidade Brasil                             | Melhor Ator Revelação Telenovela | Viver a Vida                     | Indicado  |
| 2010 | Troféu Super Cap de Ouro                                 | Melhor Ator                      | Viver a Vida                     | Venceu    |
| 2011 | Prêmio Contigo! de Teatro                                | Melhor Ator                      | Os Penetras                      | Indicado  |
| 2012 | Los Angeles Brazilian Film Festival                      | Melhor Ator Coadjuvante          | Onde Está a Felicidade?          | Venceu    |
| 2013 | Prêmio Qualidade Brasil                                  | Melhor Ator Teatral Drama        | Huis-Clos – Entre Quatro Paredes | Indicado  |
| 2015 | Premio Arte Qualidade Brasil                             | Melhor Ator Teatral Comédia      | Intocáveis                       | Venceu    |
| 2016 | Premio Arte Qualidade Brasil                             | Melhor Ator Teatral Comédia      | La Estupidez                     | Indicado  |
| 2017 | Prêmio São Paulo de Incentivo ao Teatro Infantil e Jovem | Revelação (como autor)           | Mequetrefe Sorrateiro            | Venceu    |
| 2019 | Prêmio Aplauso Brasil de Teatro                          | Melhor Dramaturgia               | A Queda                          | Indicado  |
| 2022 | Prêmio Bibi Ferreira                                     | Melhor Ator em Peça de Teatro    | Misery                           | Indicado  |